# Resolutie 1161 Veiligheidsraad Verenigde Naties
Resolutie 1161 van de Veiligheidsraad van de Verenigde Naties werd unaniem aangenomen door de Veiligheidsraad van de Verenigde Naties op 9 april 1998. De resolutie reactiveerde de middels resolutie 1013 gecreëerde internationale commissie die de illegale wapenhandel met de milities die waren voortgekomen uit voormalige Rwandese strijdkrachten onderzocht.

## Achtergrond
De etnische conflicten in Rwanda en Burundi hadden al honderdduizenden doden gemaakt en voor een enorme vluchtelingenstroom gezorgd, waarvan velen naar buurland Zaïre. Van daaruit werd de strijd gewoon verder gezet, waardoor de hele regio gedestabiliseerd raakte.

## Inhoud
Het geweld in Rwanda en bij uitbreiding het Grote Merengebied was nog steeds aan de gang. Ook kregen voormalige Rwandese regeringssoldaten en milities wapens aangeleverd ondanks het feit dat er een wapenembargo was opgelegd. Het was noodzakelijk dat het onderzoek hiernaar, dat vanwege het vele geweld was opgeschort, werd hervat. Verder moest ook het vluchtelingenprobleem opgelost worden en moesten haatdragende radio-uitzendingen en pamfletten gepareerd worden.
Secretaris-generaal Kofi Annan werd gevraagd de internationale onderzoekscommissie te reactiveren met volgend mandaat:
- Informatie over wapenverkopen, -leveringen, en -transporten naar Rwandese milities in het Grote Merengebied onderzoeken,
- De partijen die hieraan deelnemen identificeren,
- Aanbevelingen doen inzake de illegale wapenstroom.

Aan alle landen werd gevraagd hieraan mee te werken. De landen in het Grote Merengebied werden opgeroepen te zorgen dat hun grondgebied niet als uitvalsbasis werd gebruikt door gewapende groepen. Ten slotte werd de commissie gevraagd om drie maanden na haar reactivering met besluiten te komen en drie maanden daarna een eindrapport met aanbevelingen op te leveren.

## Verwante resoluties
- Resolutie 1050 Veiligheidsraad Verenigde Naties (1996)
- Resolutie 1053 Veiligheidsraad Verenigde Naties (1996)
- Resolutie 1165 Veiligheidsraad Verenigde Naties
- Resolutie 1200 Veiligheidsraad Verenigde Naties (1999)

Lijst ·  1147 ·  1148 ·  1149 ·  1150 ·  1151 ·  1152 ·  1153 ·  1154 ·  1155 ·  1156 ·  1157 ·  1158 ·  1159 ·  1160 ·  1161 ·  1162 ·  1163 ·  1164 ·  1165 ·  1166 ·  1167 ·  1168 ·  1169 ·  1170 ·  1171 ·  1172 ·  1173 ·  1174 ·  1175 ·  1176 ·  1177 ·  1178 ·  1179 ·  1180 ·  1181 ·  1182 ·  1183 ·  1184 ·  1185 ·  1186 ·  1187 ·  1188 ·  1189 ·  1190 ·  1191 ·  1192 ·  1193 ·  1194 ·  1195 ·  1196 ·  1197 ·  1198 ·  1199 ·  1200 ·  1201 ·  1202 ·  1203 ·  1204 ·  1205 ·  1206 ·  1207 ·  1208 ·  1209 ·  1210 ·  1211 ·  1212 ·  1213 ·  1214 ·  1215 ·  1216 ·  1217 ·  1218 ·  1219